# Jacob van Armagnac
Jacob van Armagnac (1433 - Parijs, 4 augustus 1477) was van 1462 tot aan zijn dood graaf van Pardiac en burggraaf van Carlat en Murat en van 1464 tot aan zijn dood hertog van Nemours en graaf van La Marche en Castres. Hij behoorde tot het huis Lomagne.

## Levensloop
Jacob was de zoon van Bernard van Armagnac, graaf van Pardiac, en gravin Eleonora van La Marche. Na het overlijden van zijn vader werd hij in 1462 graaf van Pardiac en burggraaf van Carlat en Murat en na het overlijden van zijn moeder werd hij in 1464 hertog van Nemours en graaf van La Marche en Castres. 
In 1449 en 1450 diende Jacob onder koning Karel VII van Frankrijk in Normandië en daarna in Guyenne. Hij werd hierdoor met alle eer behandeld door koning Lodewijk XI van Frankrijk, die Jacob de titel van hertog van Nemours definitief toewees. Op 12 juni 1462 huwde hij in Poitiers met Louise van Anjou (1445-1477), peetdochter van Lodewijk XI en dochter van graaf Karel IV van Maine.
Jacob werd door Lodewijk naar Roussillon gestuurd om daar de orde te herstellen. Jacob voelde zich onvoldoende beloond door de Franse koning na het snelle succes van zijn militaire expeditie en sloot zich daarom in 1465 aan bij de Ligue du Bien Public, die de macht van Lodewijk XI wilde inperken. Jacob en Lodewijk XI verzoenden zich al snel, maar Jacob begon al snel opnieuw te samenzweren tegen de Franse koning. Lodewijk XI stuurde daarop een leger naar Carlat, waar Jacob resideerde, en deed het aanbod om vrede met hem te sluiten. Dit resulteerde in januari 1469 in het Verdrag van Saint-Flour. Hierbij herstelde Jacob zijn trouw aan de Franse kroon en als hij opnieuw zou samenzweren tegen de Franse koning, zouden zijn landerijen geconfisqueerd worden. Bovendien werden er koninklijke garnizoenen geplaatst in de forten van Lombès, Murat, Crozant en Combrailles en moesten zijn vazallen rechtstreeks trouw zweren aan de Franse kroon.
In 1477 begon Jacob echter opnieuw te intrigeren tegen de Franse kroon, maar tot zijn verbazing bleven zijn vazallen trouw aan koning Lodewijk XI van Frankrijk. Lodewijks geduld was op, belegerde Jacobs kasteel in Carlat en nam hem gevangen. Zijn landerijen werden geconfisqueerd en geannexeerd door de Franse kroon, terwijl hijzelf in een ijzeren kooi naar Parijs gevoerd werd, waar hij werd opgesloten in de Bastille. Beschuldigd van onder meer samenzwering, werd hij door het Parlement van Parijs ter dood veroordeeld, waarna hij op 4 augustus 1477 werd onthoofd.

## Nakomelingen
Jacob en zijn echtgenote Louise kregen volgende kinderen:
- Jacob (overleden in 1477)
- Jan (1467-1500), hertog van Nemours
- Lodewijk (1472-1503), hertog van Nemours
- Margaretha (overleden in 1503), gravin van Guise, huwde in 1503 met Pierre de Rohan, heer van Gié
- Catharina (overleden in 1487), huwde in 1484 met hertog Jan II van Bourbon
- Charlotte (overleden in 1504), huwde in 1504 met Charles de Rohan, heer van Gié